# Fruitafossor windscheffeli
Il fruitafossor (Fruitafossor windscheffeli) è un mammifero estinto, vissuto nel Giurassico superiore (circa 150 milioni di anni fa). I suoi resti fossili sono stati rinvenuti in Colorado (USA).

## Il “formichiere” del Giurassico
Uno scheletro quasi completo di questo animale è stato scoperto nel 2005 nell'area di Fruita; l'animale intero doveva essere della taglia di uno scoiattolo, ma possedeva specializzazioni uniche, precedentemente sconosciute nei mammiferi mesozoici. La forma del corpo, infatti, suggerisce che questo animale assomigliava a un formichiere o a un armadillo, anche se non era strettamente imparentato, e probabilmente si nutriva di insetti coloniali come formiche e termiti. Questo tipo di adattamento si è sviluppato varie volte indipendentemente nell'evoluzione dei mammiferi, ad esempio nei formichieri, nel numbat, nell'oritteropo e nell'echidna.

## Tra gli armadilli e Braccio di ferro
I denti del fruitafossor (a radice aperta, a forma di matita e senza lamella) sono notevolmente simili a quelli degli odierni armadilli e oritteropi: questo tipo di dentatura indica una nutrizione altamente specializzata, a base di insetti coloniali (mirmecofagia). Dal momento che le formiche non erano ancora apparse nel Giurassico, è probabile che il fruitafossor si nutrisse quasi esclusivamente di termiti, abbondanti in quel periodo.
Il fruitafossor è stato soprannominato “Braccio di ferro”, come il personaggio dei cartoni animati, per via degli arti anteriori robustissimi. Questa caratteristica indica che l'animale viveva in tane ipogee e utilizzava gli arti per scavare attraverso il terreno, come le odierne talpe e i gophers.
Il processo dell'olecrano era molto ingrossato, ad indicare che la zampa anteriore possedeva muscoli potenti. Anche questo carattere è compatibile con la dieta mirmecofaga, in quanto i mammiferi odierni che si cibano di insetti sociali utilizzano le possenti zampe anteriori per distruggere i nidi di termiti e formiche.

## Vertebre robuste
La colonna vertebrale del fruitafossor, inoltre, era molto simile a quella degli armadilli, dei bradipi e dei formichieri (gli attuali xenartri), poiché possedeva ulteriori punti di contatto fra le vertebre analoghi ai processi xenartrali presenti nelle forme odierne. Questi processi fanno in modo che la colonna vertebrale risulti particolarmente rigida e poco flessibile, perfetta per un'attività scavatrice.
Questo ritrovamento è molto importante nell'ottica dell'evoluzione dei mammiferi; fino a pochi anni fa si pensava che quasi tutti i mammiferi mesozoici fossero insettivori poco specializzati. Fruitafossor, invece, era specializzato sia per quanto riguarda la dieta (insetti sociali) sia per le abitudini di vita (era una forma scavatrice). Questo fossile, insieme ad altri mammiferi mesozoici descritti negli anni 2000 (Repenomamus, Volaticotherium, Castorocauda), ha cambiato la nozione che i mammaliaformi primitivi fossero relegati a una singola nicchia ecologica, e dimostra che durante il Giurassico e il Cretaceo si specializzarono in varie direzioni.

## Parentele
Il fruitafossor non ha parenti attuali, e può essere considerato un membro primitivo dei teri (la sottoclasse che contiene marsupiali e placentali). Il suo cinto scapolare è simile a quello dei rettili e dell'ornitorinco, ma molte altre caratteristiche lo avvicinano maggiormente ai mammiferi più evoluti. Si pensa che il fruitafossor possa essere uno dei primi rappresentanti della linea evolutiva che ha condotto ai teri odierni.
Il nome del genere, Fruitafossor, proviene da Fruita, la località del Colorado dove sono stati scoperti i fossili, e dal latino fossor, che significa scavatore. L'epiteto della specie, windscheffeli, è stato dato in onore di Wally Windscheffel, che ha scoperto l'esemplare insieme a C. Safris.